# Andrey Nikolaevich Kolmogorov
Andrey Nikolaevich Kolmogorov (tiếng Nga: Андре́й Никола́евич Колмого́ров; 25 tháng 4 năm 1903 – 20 tháng 10 năm 1987) là một nhà toán học Liên Xô đã có nhiều đóng góp lớn trong lý thuyết xác suất và tô pô. Sinh ra trong một gia đình người Nga ở Tambov, Nga, ban đầu của sự nghiệp ông làm về logic, và chuỗi Fourier. Ông cũng làm về chuyển động hỗn loạn, cơ học cổ điển, và tin học. Tuy nhiên, công trình quan trọng nhất của ông là các đóng góp trong lý thuyết xác suất, các biến ngẫu nhiên, và quá trình ngẫu nhiên và đặt chúng lên một nền tảng toán học vững chắc. Một phương trình quan trọng ông phát triển trong các quá trình ngẫu nhiên gọi là phương trình Chapman-Kolmogorov, với sự quan trọng trong ngành này tương tự như là phương trình E = mc2 trong vật lý.
Kolmogorov làm việc tại Đại học Tổng hợp Quốc gia Moskva mang tên M. V. Lomonosov. Ông nghiên cứu dưới sự hướng dẫn của Nikolai Luzin, lấy được bằng Tiến sĩ Khoa học vào năm 1929. Vào năm 1931 ông trở thành giáo sư tại đại học này. Vào năm 1939 ông nhận danh hiệu Viện sĩ của Viện Hàn lâm Khoa học Liên Xô. Ông là người sáng lập ra lý thuyết độ phức tạp của thuật toán mà thường được nhắc đến đơn thuần là độ phức tạp Kolmogorov. Ông qua đời ở Moskva vào năm 1987.
Câu nói nổi tiếng:
"Lý thuyết xác suất như là một ngành của toán học có thể và nên được phát triển từ các tiên đề trong một cách thức chính xác như là Hình học và Đại số."

## Sách vở
Dịch ra tiếng Anh
- 1991-93. Selected works of A.N. Kolmogorov, 3 vols. Tikhomirov, V. M., ed., Volosov, V. M., trans. Kluwer Academic Publishers.
- 1925. "On the principle of excluded middle" in Jean van Heijenoort, 1967. A Source Book in Mathematical Logic, 1879-1931. Harvard Univ. Press: 414-37.

Giới thiệu về các công trình khoa học của ông xuất hiện trong The Annals of Probability, 17(3): 945–964 (tháng 7 năm 1989).